# Tauno Palo

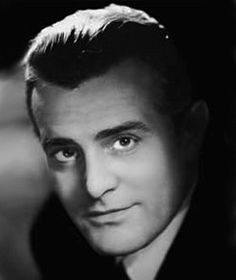
Tauno Palo en los años 1940

Tauno Palo (25 de octubre de 1908-24 de mayo de 1982) fue un actor y cantante de nacionalidad finlandesa. 

## Biografía

### Inicios

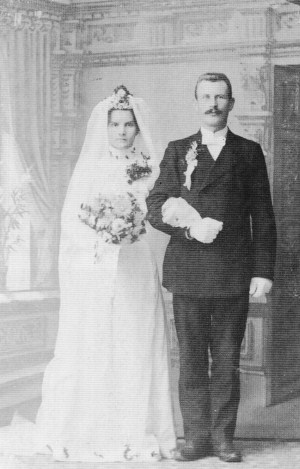
Olga Andersson y Lars Petter Brännäs, padres de Tauno Palo, en 1903

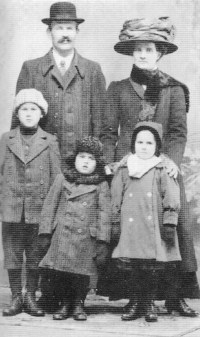
Familia Brännäs. Abajo, de izq. a der.: Gösta, Tauno y Alli

Su nombre original era Tauno Valdemar Brännäs, y nació en Hämeenlinna, Finlandia, siendo el tercer hijo de Lars Petter Brännäs y Olga Andersson. Sus dos hermanos eran Gösta (nacido en 1904) y Alli. 
Los Brännäs se mudaron a Helsinki a principios de 1912. La familia era aficionada a la música, sobre todo por parte de su madre, que cantaba para el Ejército de Salvación, y de su hermano Gösta, que además de dedicarse al boxeo tocaba el violín y el banjo y formaba parte de una pequeña orquesta.
Tauno Brännäs tenía nueve años de edad cuando estalló la Guerra civil finlandesa. Aunque la familia tuvo terribles experiencias durante la contienda, todos consiguieron pasar la misma sin ser etiquetados por apoyar a alguno de los bandos.
Durante su tiempo en la escuela primaria, Tauno Brännäs practicó diferentes disciplinas deportivas, y tuvo su primer contacto con la actuación con obras escolares que despertaron su interés por el teatro. Con trece años de edad empezó a trabajar, pasando varios años ocupado en diferentes puesto de una empresa química.

### Carrera teatral
Tauno Brännäs inició su carrera de actor en 1927, cuando el director teatral Aarne Salonen lo contrató para actuar en el Sörnäisten Työväen Näyttämö. Allí coincidió con actores como Sasu Haapanen, Holger Salin, Lida Salin y Emma Väänänen. Llegó su primer papel en la primavera de 1927 en la obra 33.333, y la primera actuación destacada tuvo lugar con Työläisen tytär en enero de 1928. Posteriormente Brännäs actuó en piezas como Punainen laukku, El inspector general y Sankareita.
En el teatro Sörnäisten Näyttämöllä conoció en 1927 a Sylvi Sakin, que actuaba en Punaisessa laukussa, con la que se comprometió al siguiente año. Por otra parte, en el año 1928 se suicidó su hermano Gösta, quedando Tauno muy afectado por el suceso. 
En marzo de 1929 inició su servicio militar. Finalizado el mismo un año después, Brännäs continuó con su trabajo en la empresa química y con las actuaciones nocturnas en el Sörnäisten Näyttämöllä. Aquí recibió clases de teatro de Aarne Orjatsalo, que fue director de escena a partir de la primavera de 1930. En el otoño de 1930 el teatro pasó a llamarse Helsingin Työväen Teatteri.

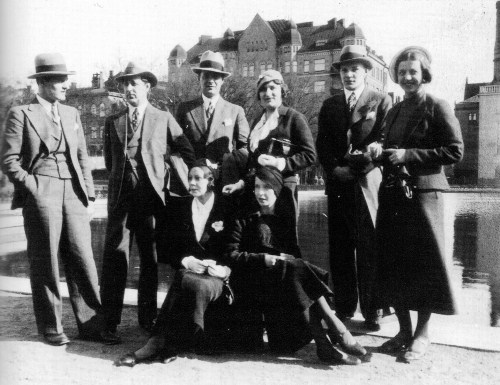
Actores del Kansallisteatterin. De pie, a partir de la izq.: Tauno Palo, Rafael Pihlaja, Aarne Leppänen, Glory Leppänen, Unto Salminen y Kyllikki Väre. Sentadas delante, desde la izq.: Rauni Luoma y Sylvi Sakki

Tauno Brännäs actuaba en el Suomen Kansallisteatteri desde el otoño de 1932. Los directores teatrales Eino Kalima y Pekka Alpo estaban interesados por Brännäs, gracias a la influencia del actor Eine Laine. Fue en esa época cuando Brännäs decidió cambiar su apellido por Paloniemi. Pero la actriz Glory Leppänen sugirió que lo acortara más, quedando en Palo, ya que sonaba más sencillo. En un principio utilizó el apellido compuesto Brännäs-Palo, pero en noviembre de 1936 decidió cambiar oficialmente su apellido por Palo, lo cual hicieron igualmente sus padres.
Los papeles de Tauno Palo en el Suomen Kansallisteatteri fueron bastante pequeños. Debutó como Olavi Klaunpoika en Daniel Hjort en agosto de 1932. Después trabajó en Anna Liisa, Neiti y Kaksiteräinen miekka (de Lauri Haarla). Al siguiente año actuó en Vain ihmisiä y Jeppe Niilonpoika (de Ludvig Holberg). Palo participó en 1934 en Nummisuutarit, de Aleksis Kivi, y en 1935 viajó en gira por Laponia junto a Henny Waljus, Emmi Jurkka, Aku Korhonen, Yrjö Tuominen y Uuno Montonen representando la obra Kevään hurmiossa.
En 1937 representó en el Kansallisteatterin la ópera Háry János, siendo Palo el protagonista masculino, acompañado por cantante y actriz Mary Hannikainen. La acogida por parte del público fue tibia.
Aunque a mediados de los años 1930 Tauno Palo ya era una estrella del cine finlandés, hasta la primavera de 1938 seguía siendo un actor teatral principalmente de reparto. Fue entonces cuando creció su fama en el Suomen Kansallisteatterin, llegando a su cima en la temporada 1938–1939. Su primer trabajo realmente significativo llegó con la obra de Aino Kallas Bathseba Saarenmaalla en 1938. A finales de ese año actuó en Pieni hovikonsertti junto a Mary Hannikainen y Sointu Kouvo, así como en Numero 72 acompañado de Kaisu Leppänen.
En 1939 trabajó en Pieni hajuvesikauppa con un gran éxito de público. Actuó también en la obra de Pedro Calderón de la Barca La vida es sueño, en la cual hizo un papel doble, recibiendo buenas críticas. Ese mismo año fue protagonista masculino en la pieza de Mika Waltari Ihmeellinen Joosef, actuando junto a Kyllikki Väre, aunque la dirección del teatro no quedó satisfecha con el resultado de la representación.
Palo actuó a finales de 1939 en Vieraantunut sydän, última obra antes de iniciarse la Guerra de invierno. A causa de la misma el Kansallisteatteri permaneció cerrado cuatro meses. En esa época fue destinado para servir a una unidad antiaérea en Jyväskylä. Durante la Paz interina (1940–1941), el teatro volvió a la actividad, obteniendo buenos resultados económicos. En la posterior Guerra de Continuación (1941–1944) siguieron las representaciones con regularidad, pero en julio de 1941 participó en una gira de entretenimiento.
Siguió actuando en el Kansallisteatteri, con giras cercanas al frente, estando en ocasiones en peligro a causa de los bombardeos soviéticos. Palo pudo actuar por toda Finlandia, incluyendo poblaciones como Helsinki, Petrozavodsk, Tampere, Oulu y Kuopio, emitiéndose algunas de las actuaciones por la radio.
Finalizada la guerra, Palo volvió al Suomen Kansallisteatteri tras un año y medio de descanso, actuando en 1945 en la pieza Tuhlaripoika. En el siguiente otoño volvió a actuar con éxito, esta vez con Vaalien aattona, y también con la pieza de August Strindberg Kustaa Vaasa, obteniendo muy buenas críticas por ambos trabajos. En 1946 actuó en la comedia de Mika Waltari Omena putoaa, pieza que supuso un gran éxito de público. 
Tauno Palo logró un gran éxito artístico en 1950 como Stanley Kowalski en la obra de Tennessee Williams Un tranvía llamado Deseo, que coprotagonizó Ella Eronen. Posteriormente actuó en Barabbas (1951), Casa de muñecas (1952, de Henrik Ibsen) y Nummisuutareissa (1952). Al año siguiente celebró 25 años de profesión actuando en Pyhä koe, con una actuación muy bien acogida por el público.
En marzo de 1954 se representó en el Kansallisteatteri Seitsemän veljestä, con muy buenas críticas para Palo, que consideraba su papel como uno de sus mejores actuaciones. La obra se representó también en París en 1955, aunque solamente como una serie de monólogos, así como en Estocolmo, Copenhague, Viena y Moscú.
La primavera de 1955 vio el estreno de Tío Vania, con dirección de Eino Kalima, haciendo Palo uno de sus mejores papeles, el de Astrov. En verano representó en gira la comedia inglesa Rakastan vaimoani, en la cual actuaban Helvi Aunio, Tuija Halonen, Mikko Niskanen, Kalle Rouni y Åke Lindman.
En 1956 Palo actuó en Kissa kuumalla katolla, y en enero de 1957 encarnó en el Teatro de Tampere a Willy Loman en Muerte de un viajante. A finales de la década actuó en Münchhausen (1958), Herra puoluesihteeri (1958), Panorama desde el puente (1958) y Miljoonavaillinki (1959).

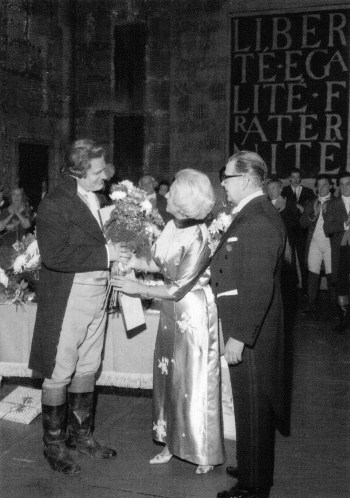
Jalmari Rinne y su esposa, Ansa Ikonen, felicitan a Tauno Palo en su 35 aniversario

Palo y Ansa Ikonen hicieron una gira en 1961 por Finlandia con la comedia Keisarinna, celebrando así los 25 años de la carrera de la actriz. En 1963 era Palo quien cumplía 35 años de carrera teatral, celebrando su aniversario con la obra de Georg Büchner Dantonin kuolema, que fue un éxito de público. Dos años más tarde actuaba en Nummisuutarit, y en 1966 volvió a ser Astrov en Tío Vania. La cooperación con Ikonen continuó en 1966–1967, participando también la actriz en el 40 aniversario de Palo en 1968, actuando con él en la pieza de Leo Lenz Rakkautta ristiin rastiin, en la cual actuaban igualmente Elli Castrén y Martti Palo.
Palo se retiró del Suomen Kansallisteatteri a los 64 años de edad, en 1973. En esa década participó en tres obras representadas en el Kansallisteatteri: Särkelä itte (1970), Miten haluatte (1972) y Kristiina (1973).  
Más adelante, en 1976, Palo tenía previsto en Turku, en el Turun Kaupunginteatteri, con la obra Ihmisen hinta, pero tenía la salud muy deteriorada y hubo de olvidar el proyecto.

### Carrera cinematográfica
Tauno Brännäs llegó al cine casi por accidente. En 1930, su colega Kaarina Saarto solicitó trabajar en el cine a los directores de Filmiyhtiö Sarastus Hugo Stenlund y Kalle Kaarna. Kaarna vio una foto de Brännäs y le pidió que se hiciera una prueba. Tras la misma, Kaarna le dio el papel protagonista en Jääkärin morsian (1931). La cinta era muda aunque con efectos sonoros. La publicación Helsingin Sanomat valoró positivamente el trabajo de Brännäs.
En agosto de 1932 empezó a rodar la cinta sonora Kuisma ja Helinä, la cual no tuvo un buen resultado. Dos años más tarde, Fennica-Filmi estrenó la comedia Helsingin kuuluisin liikemies (1934), la cual no fue muy significativa en su carrera, pero le dio experiencia como intérprete cinematográfico.

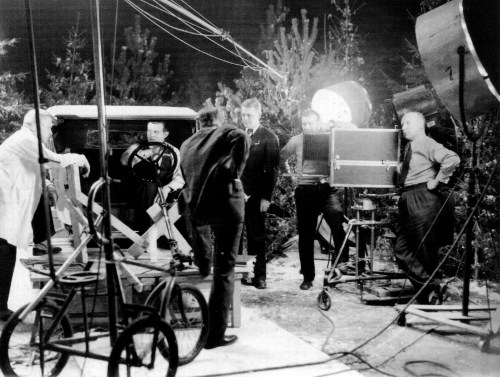
Rodaje de Vaimoke, con Tauno Palo tras el volante

En el verano de 1935 Valentin Vaala empezó el rodaje de una película interpretada por Palo, eligiendo como actriz a Ansa Ikonen, entonces con 21 años. La producción fue Kaikki rakastavat, cinta en la cual Vaala rodó alejado del tratamiento teatral de la narración.
Gracias a la popularidad alcanzada, la pareja de intérpretes fueron contratados para hacer la comedia romántica Vaimoke (1936), en la cual actuaba igualmente Sylvi Palo, esposa del actor. La película fue bien recibida por el público y la crítica. Aprovechando el éxito obtenido, se inició rápidamente el rodaje de Mieheke (1936), aunque Ikonen no puedo participar en la misma, pues hubo de viajar a Moscú por obligaciones teatrales. La actriz elegida para la película fue Tuulikki Paananen.
Vaala volvió a contar con Palon e Ikonen para Koskenlaskijan morsian (1937), aunque en esta ocasión Palo no tuvo el papel masculino protagonista.
Palo volvió a rodar en 1938 para Suomi-Filmi, con dirección de Risto Orko, una nueva versión de Jääkärin morsian, aunque en este caso cambió su papel. Esta nueva versión alcanzó mayor fama que la de 1931.
Tras esa película, Palo pasó a la productora Suomen Filmiteollisuus, actuando en 1939 en tres películas dirigidas por Toivo Särkkä: Eteenpäin – elämään (1939, con Regina Linnanheimo como coprotagonista ), Helmikuun manifesti (1939) y Jumalan tuomio (1939). Sin embargo, el cambio de productora supuso un revés para su carrera en el cine, ya que Särkkä favorecía el estilo teatral tradicional, cuya idoneidad para la pantalla era discutible. 
Entre los años 1938 y 1957 Palo actuó en cuatro películas basadas en obras literarias de la escritora Hella Wuolijoki, la cual había tenido un gran éxito en el Helsingin Kansanteatteri. Las producciones fueron: Niskavuoren naisia (1938, dirigida por Vaala), Loviisa – Niskavuoren nuori emäntä (1946, de Vaala, con la actriz Emma Väänänen), Niskavuoren Aarne (1954, de Edvin Laine), y Niskavuori taistelee (1957, de Laine).
Durante el período de la Paz interina en 1940–1941, Tauno Palo actuó en tres películas. Una fue SF-paraati, con actuación de Ansa Ikonen y con temas musicales como ”Potkut sain” y ”Nuoruuden sävel”. En 1941, y dirigida por Toivo Särkkä, se estrenó Kulkurin valssi (1941), producción que alcanzó un millón y medio de espectadores. En la película actuaban Ansa Ikonen y Regina Linnanheimo, y Palo pudo demostrar también su habilidad como cantante. En abril de ese mismo año se estrenó la muy romántica Kaivopuiston kaunis Regina, dirigida por Särkkä. Fue coprotagonizada por Regina Linnanheimo, y tuvo unos 760.000 espectadores.
En la Navidad de 1941 se estrenó Onnellinen ministeri (1941), basada en una obra teatral alemana. En la cinta, Palo interpretaba el tema ”Raitiovaunulaulu”. Al año siguiente rodó Onni pyörii (1942), con guion de Mika Waltari y una canción de Tatu Pekkarinen y Matti Jurva, ”Väliaikainen”. Ese mismo año actuó en Avioliittoyhtiö y en la cinta de Hannu Leminen Puck. En septiembre de 1943 participó en un melodrama basado en una historia de Stefan Zweig, Valkoiset ruusut, actuando junto a Helena Kara.
En el verano de 1943 volvió a actuar con Ikonen en Vaivaisukon morsian, estrenada en 1944. Palo volvió a Suomi-Filmi en 1944 para rodar Herra ja ylhäisyys, película de ambiente mexicano. Esta fue la última cinta de Palo rodada en tiempo de guerra, ya que a lo largo de 1944 se iniciaron bombardeos a gran escala por parte de la Unión Soviética y el actor fue destinado a las Fuerzas de Defensa.

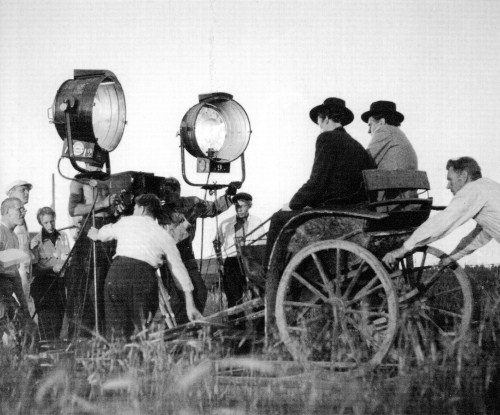
Rodaje de Loviisa – Niskavuoren nuori emäntä en 1946, con Reino Häkälä y Tauno Palo en la carreta

Finalizada la guerra, Palo empezó el rodaje de la película de Ilmari Unho Kolmastoista koputus (1945), debiéndose realizar la producción bajo precarias condiciones. En esa década Palo actuó también en Menneisyyden varjo (1946) y Rosvo-Roope (1949), obteniendo en ambas películas el Premio Jussi al mejor actor, y en la cinta de Edvin Laine Laitakaupungin laulu (1948), actuando de nuevo con Ansa Ikonen.

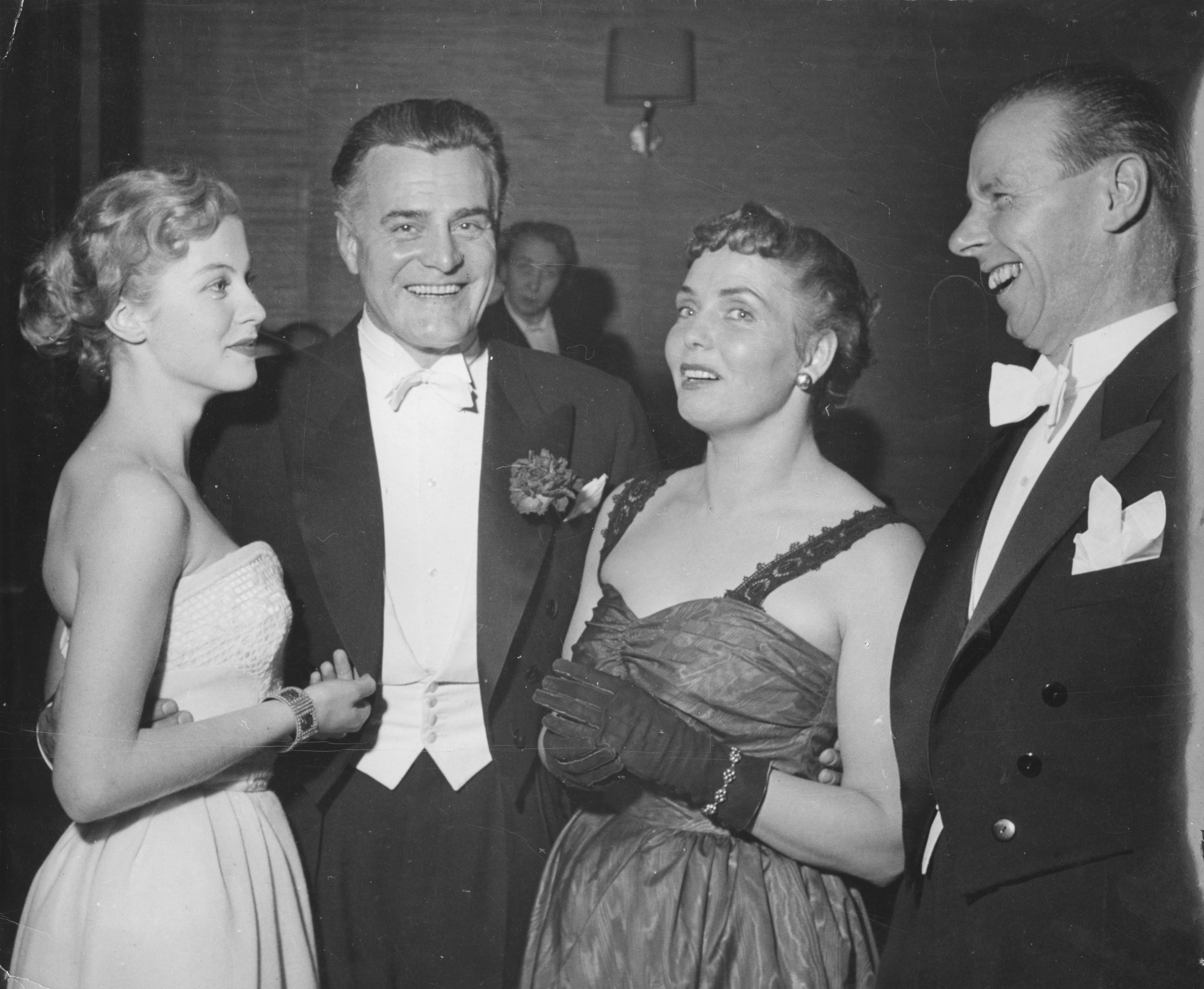
Premio Jussi de 1952. Desde la izq.: Armi Kuusela, Tauno Palo, Mirjami Kuosmanen y Veikko Itkonen

En febrero de 1950 se estrenó la película dirigida por Matti Kassila Professori Masa, protagonizada junto a Ikonen. El mismo año interpretó la cinta de Ilmari Unho Härmästä poikia kymmenen, recibiendo de nuevo el Premio Jussi por su trabajo. En 1953 Palo trabajó con Armi Kuusela, 26 años menor que ella, en Maailman kaunein tyttö, resaltando la crítica de Satakunnan Kansa la diferencia de edad de los actores.
A mediados de la década Palo iba dejando de lado la interpretación de personajes románticos y amantes, adaptándose a su verdadera edad. Entre las películas de esos años figuran Hilmanpäivät (1954), Isän vanha ja uusi (1955, con Ikonen y Hillevi Lagerstam), Kuriton sukupolvi (1957) y Neiti talonmies (1955, de William Markus, con la actriz Nelly Lovén).
En la película de Edvin Laine Tuntematon sotilas (1955), basada en una novela de Väinö Linna, Palo hizo un papel de reparto, el de mayor Sarastie. Con el director Jack Witikka rodó las producciones Nukkekauppias ja kaunis Lilith (1955) y Mies tältä tähdeltä (1958), y en octubre de 1956 se estrenó la última de las películas de Palo y Ikonen, Ratkaisun päivät. En 1959 Palo hizo un papel doble en Kovaa peliä Pohjolassa, actuando junto a Teija Sopanen.
El penúltimo papel cinematográfico de Tauno Palo llegó en la cinta de Aarne Tarkas Nina ja Erik (1960). Su última actuación cinematográfica tuvo lugar en 1961 en una producción dirigida por Matti Kassila, Tulipunainen kyyhkynen. En ese momento se inició una huelga de actores que duró tres años, y que supuso el fin de la carrera de muchos de ellos. Fue un punto de inflexión para el cine del país, y mucho de los intérpretes del ”antiguo” sistema, como Tauno Paloa y Ansa Ikonen, no quería formar parte de la ”nueva ola” que se realizó a partgir de la segunda mitad de la década.
Sin embargo, sí participó en algunas producciones televisivas a partir de entonces, como fue el caso de Kauppamatkustajan kuolema y Ihmisiä elämän pohjalla, de Mikko Niskanen.

### Trayectoria radiofónica
Palo trabajó en la radio en varias ocasiones en las décadas de 1930 a 1950. Debutó en Yleisradio con la emisión de Mökin ja syksyn poika en 1938. Ese mismo año encarnó a Lasse en la serie Suomisen perhe. Con Ansa Ikonen actuó en Kaksintaistelu ateljeessa (1938) y Pohjalaisia (1954). En 1949 Palo trabajó en una emisión de la pieza de Wolfgang Borchert Ovien ulkopuolella, que fue calificada como una de las mejores de la historia del radioteatro del país. Basado en una novela de Juhani Aho, el programa Juhassa se emitió en 1950, encarnando Palo a Shemeikka. Palo participó también en algunas emisiones en la década de 1960, y en 1968 leyó un monólogo de Omena putoaa.

### Carrera como cantante
A lo largo de su carrera, Tauno Palo fue también bastante activo en su faceta de cantante. Tuvo dos períodos discográficos: 1934–1951 y 1967–1975. Hizo alrededor de 85 grabaciones, y su primer disco fue ”Tuulikki” (1934), con la orquesta Dallapé. Una buena parte de las canciones grabadas por Palo en esa década fueron de estilo Jenkka, como fue el caso de ”Tuohinen sormus”, ”Hulivilipoika”, ”Kun heili mun petti” y ”Sinä semmoinen, minä tämmöinen”.
Sus películas musicales con Ansa Ikonen fueron la fuente de numeroso éxitos. Fue una cinta muy destacada en ese aspecto SF-paraati (1940). La película de 1948 Laulava sydän fue también origen de varias grabaciones. Sin embargo, en la siguiente década su actividad como cantante decayó, grabando únicamente dos temas: ”Tukkilaisjenkka” y ”Pohjolan valkea kesäyö” en 1951.

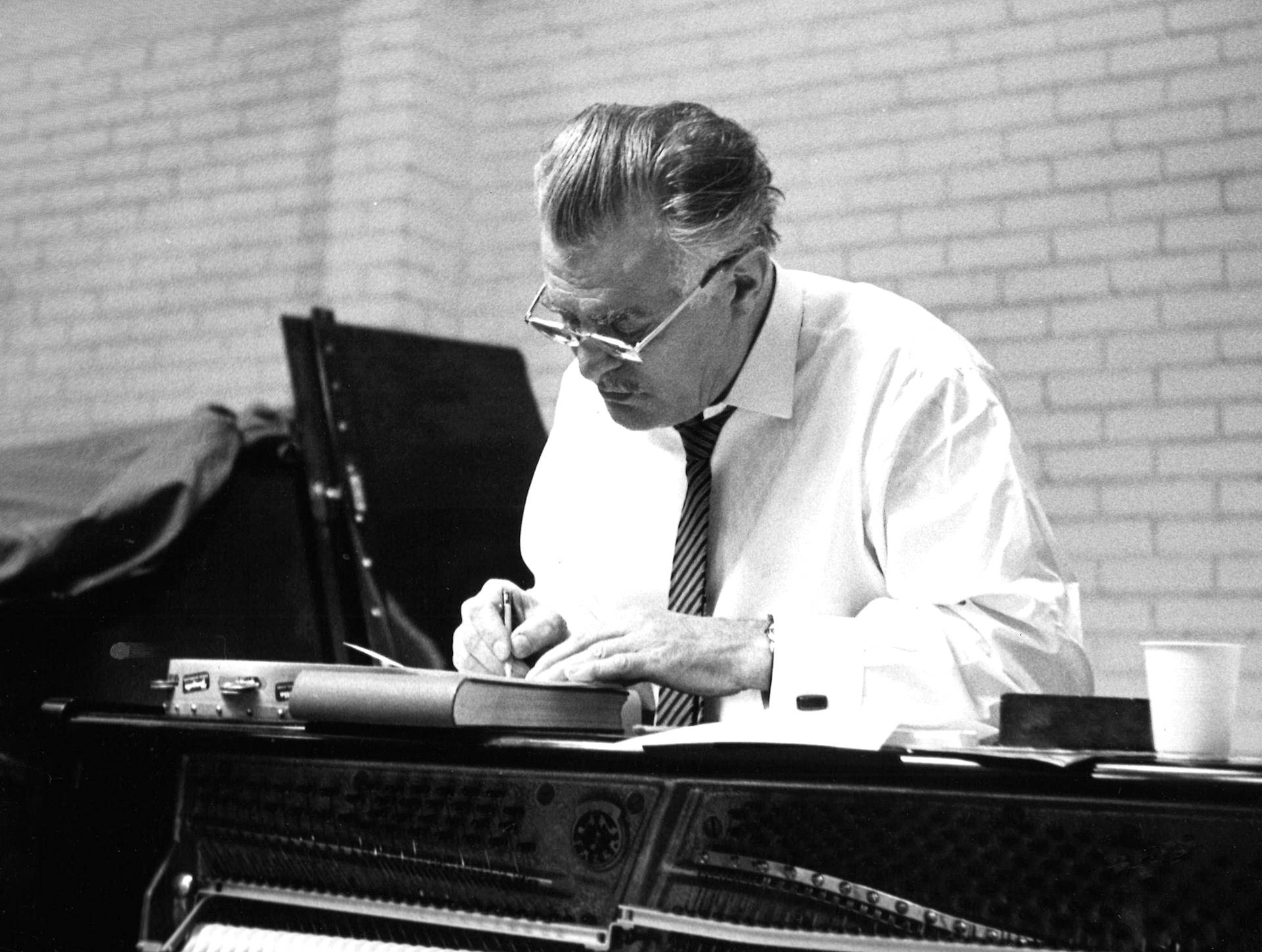
Palo en 1967

Palo regresó a los estudios de grabación en 1967, cuando editó ”Ruusu on punainen”, ”Porlammin iltalaulu” y ”Rakkauden tuli”. Al siguiente año grabó un EP cuyo tema más conocido fue ”Rosvo-Roope”. En 1972 lanzó el álbum Kulkurin kannel, con canciones como ”Erotessa” y ”Suvisia suruja”. En 1974 grabó con Ikonen en disco Ansa & Tauno, en el que cantaban temas de sus películas como ”Kulkurin valssi”. Palo hizo sus últimas grabaciones en 1975, aunque volvió a cantar con ocasión del disco del 50 aniversario de la Orquesta Dallapé.

### Vida privada
Tauno Palo se casó con la actriz Sylvi Sakin en el año 1934. Tuvieron dos hijos, Pertti Palo (1934–2010) y Martti Palo (1943–2009). Durante su matrimonio, Palo mantuvo relaciones con Kyllikki Väre y, desde finales de los años 1940, con Kirsti Ortola. Con el tiempo, el matrimonio de Palo con Sakin fue una pura formalidad, y en 1962 Palo se casó con Ortola. Antes, en 1954, había nacido su hijo Jukka-Pekka Palo. Palo y Ortola se habían conocido en los años 1940, pero la relación fue a más en 1949 durante el rodaje de Rosvo-Roope. En 1955 Ortola fue a vivir a Tampere con Jukka-Pekka, regresando a Helsinki en 1959. 
Durante la carrera de Palo se rumoreaba que era el padre del actor Esko Salminen, nacido en 1940, lo cual Salminen confirmaba en sus memorias.

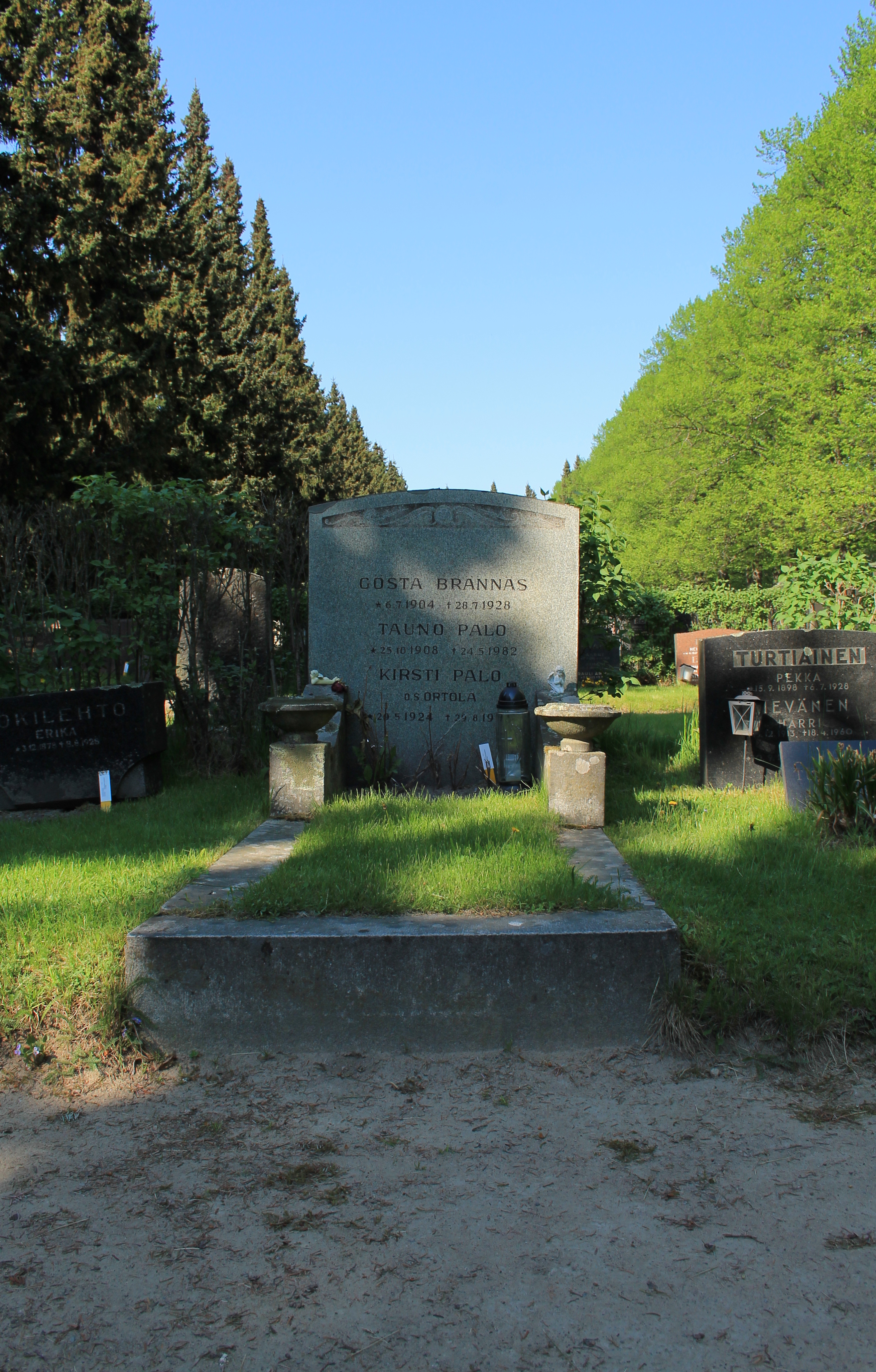
Tumba de Tauno Palo en el Cementerio de Malmi, en Helsinki

En sus últimos años Tauno Palo vivió en Kulosaari, Helsinki. En el año 1980 le diagnosticaron un cáncer de esófago.
Al siguiente año recibió un premio de la Fundación Cultural Finlandesa (Suomen Kulttuurirahasto) en reconocimiento a su trayectoria.
Tauno Palo falleció en el año 1982 en Helsinki, a causa de su cáncer. Fue enterrado en el Cementerio de Malmi de dicha ciudad, en la tumba 1-32-318.

## Filmografía
- 1931 : Jääkärin morsian
- 1932 : Kuisma ja Helinä
- 1934 : Helsingin kuuluisin liikemies
- 1935 : Kaikki rakastavat
- 1936 : Vaimoke
- 1936 : Mieheke
- 1937 : Koskenlaskijan morsian
- 1937 : Juurakon Hulda
- 1938 : Niskavuoren naiset
- 1938 : Jääkärin morsian
- 1939 : Eteenpäin – elämään
- 1939 : Helmikuun manifesti
- 1939 : Jumalan tuomio
- 1940 : Serenaadi sotatorvella eli sotamies Paavosen tuurihousut
- 1940 : Suotorpan tyttö
- 1940 : SF-paraati
- 1940 : Aatamin puvussa... ja vähän Eevankin
- 1941 : Kulkurin valssi
- 1941 : Kaivopuiston kaunis Regina
- 1941 : Onnellinen ministeri
- 1942 : Onni pyörii
- 1942 : Avioliittoyhtiö
- 1942 : Puck
- 1943 : Valkoiset ruusut
- 1944 : Vaivaisukon morsian
- 1944 : Herra ja ylhäisyys
- 1945 : Kolmastoista koputus
- 1946 : Menneisyyden varjo
- 1946 : Viikon tyttö
- 1946 : Loviisa – Niskavuoren nuori emäntä
- 1947 : Pimeänpirtin hävitys
- 1947 : Koskenkylän laulu
- 1948 : Laitakaupungin laulu
- 1948 : Laulava sydän
- 1949 : Rosvo-Roope
- 1949 : Kanavan laidalla
- 1950 : Professori Masa
- 1950 : Härmästä poikia kymmenen
- 1950 : Amor hoi!
- 1951 : Ylijäämänainen
- 1951 : Tukkijoella
- 1952 : Silmät hämärässä
- 1952 : Omena putoaa...
- 1952 : Hän tuli ikkunasta
- 1953 : Se alkoi sateessa
- 1953 : Maailman kaunein tyttö
- 1953 : Kolmiapila
- 1953 : Hilja – maitotyttö
- 1954 : Niskavuoren Aarne
- 1954 : Kunnioittaen
- 1954 : Kasarmin tytär
- 1954 : Hilmanpäivät
- 1955 : Tuntematon sotilas
- 1955 : Nukkekauppias ja kaunis Lilith
- 1955 : Neiti talonmies
- 1955 : Isän vanha ja uusi
- 1956 : Ratkaisun päivät
- 1957 : Risti ja liekki
- 1957 : Niskavuori taistelee
- 1957 : Kuriton sukupolvi
- 1958 : Verta käsissämme
- 1958 : Mies tältä tähdeltä
- 1959 : Kovaa peliä Pohjolassa
- 1960 : Nina ja Erik
- 1961 : Tulipunainen kyyhkynen
- 1965 : Purasen häät (TV)
- 1967 : Ihmisiä elämän pohjalla (TV)
- 1969 : Kustaa Vaasa (TV)
- 1975 : Kuolleista herännyt (TV)
- 1975 : Sotaleikit (TV)

## Discografía

### Singles
- 1934 : Tuulikki / Miksi poistuit luotani (Odeon A 228258)
- 1934 : Ei koskaan (Odeon 228269)
- 1934 : Tuhlaajapoika / Aron tyttö (Odeon A 228272)
- 1934 : Tuohinen sormus (Odeon A 228282)
- 1934 : Kevätvirroille (Odeon A 228285)
- 1934 : Unelmatyttö / Suo anteeksi armas (Odeon A 228296)
- 1935 : Hulivilipoika (Odeon A 228311)
- 1935 : Kadun lapsi / Saaren erakko (Odeon A 228324)
- 1935 : Sinä vainen / Syksyn tullessa (Odeon A 228327)
- 1935 : Merituulen kutsu / Tuulien tyttö (Odeon A 228339)
- 1936 : Ah ethän tiedä / Mieheke (Odeon A 228359)
- 1936 : Marjatta / Kun kuulen tuon (Odeon A 228360)
- 1936 : Elomme päivät (Odeon A 228368)
- 1936 : Sinä semmoinen, minä tämmöinen (Odeon A 228370)
- 1936 : Viulutyttö (Odeon A 228390)
- 1936 : Kai yhden suukkosen saa (Odeon A 228395)
- 1937 : Kun heili minut petti (Odeon A 228341)
- 1938 : Kello se niksuttaa (Odeon A 228489)
- 1938 : Nuoruuden kevät / Ylpeä heili (Odeon A 228499)
- 1938 : Muistatko Anni (Odeon A 228507)
- 1939 : Et sinä saa / Tilda ja minä (Odeon A 228528)
- 1939 : Enteitä / Lemmenkukka (Odeon A 228555)
- 1939 : Hetkinen onnea / Mitä mulle sanoisit (Odeon A 228557)
- 1939 : Talontytön jenkka (Odeon A 228583)
- 1940 : Potkut sain / Nuoruuden sävel (Odeon A 228590)
- 1942 : Shampanjakuhertelua (Odeon A 228611)
- 1940 : Näenhän valoisan taivaan (Odeon A 228615)
- 1942 : Pikku Annikki (Odeon A 228645)
- 1942 : Hetkinen rakkautta (Odeon A 228660)
- 1942 : Soittoniekka (Columbia DY 386)
- 1948 : Laulava sydän / Milloin viestin saan (Decca SD 5027)
- 1948 : Toukokuu / Onnellinen ilta (Decca SD 5028)
- 1948 : Tivolin lamppujen alla / Älä itke sydän (Sointu 1010)
- 1951 : Pohjolan valkea kesäyö / Tukkilaisjenkka (Tähti RW 452)
- 1967 : Ruusu on punainen / Rakkauden tuli (RCA FAS 985)

### EP
- 1968 : Tauno Palo (RCA EPS 222)

### Álbumes
- 1972 : Kulkurin kannel (Love LRLP 072)
- 1974 : Ansa ja Tauno (Polarvox RPLP 5007)
- 1975 : Dallapé 50 (Blue Master BLU-LP 183)
- 1981 : Sävelkansio − Laulava sydän (Helmi HLP 300)
- 2002 : 20 suosikkia – Ruusu on punainen (Warner Music)
- 2008 : Tauno Palo – 100 vuotta (Salix Ay)
- 2008 : Musiikin mestareita: Tauno Palo 100 vuotta – Ruusu on punainen (Warner Music)